# Bernd Schuchter
Bernd Schuchter (geboren 1977 in Innsbruck) ist ein österreichischer Schriftsteller und Verleger.

## Leben
Bernd Schuchter studierte Germanistik, Geschichte und Philosophie an der Universität Innsbruck. Seit 2006 ist er Verleger des Limbus Verlages in Innsbruck.
Schuchter war 2007 Preisträger beim Prosapreises Brixen/Hall. Er erhielt 2014 einen dritten Kunstpreis der Stadt Innsbruck und 2017 einen Theodor-Körner-Preis.

## Werke (Auswahl)
- Gustave Courbet und der Blick der Verzweifelten. Wien: Braumüller 2021. ISBN 978-3-99200-299-3.
- Rikolas letzter Auftritt. Roman. Wien: Braumüller 2019. ISBN 978-3-99200-248-1.
- Aufwachsen in Innsbruck. Innsbruck: Wagnersche Universitätsbuchhandlung, 2018
- Der Braumüller Verlag und seine Zeit. 235 Jahre - eine Verlagschronik 1783-2018. Wien: Braumüller, 2018
- Herr Maschine oder vom wunderlichen Leben und Sterben des Julien Offray de La Mettrie. Wien: Braumüller, 2018
- Gebrauchsanweisung für Tirol. München: Piper, 2017
- Camouflage. Roman[1]
- Étienne de La Boétie: Abhandlung über die freiwillige Knechtschaft. Vollständige Ausgabe in der Übersetzung von Johann Benjamin Erhard (1821). Mit einem Glossar und einem Nachwort von Bernd Schuchter. Innsbruck : Limbus, 2016
- Jacques Callot und die Erfindung des Individuums. Wien: Braumüller, 2016.
- Innsbruck abseits der Pfade. Wien : Braumüller, 2015
- Föhntage. Roman. Wien : Braumüller, 2014
- Jene Dinge. Innsbruck : Limbus, 2014
- Link und Lerke. Roman. Innsbruck : Laurin, 2013
- Jene Dinge. Erzählung. Hohenems : Limbus, 2008
- Tobias Schiefer (Pseudonym): Napoleon. Novelle. Limbus, 2007
- Meretlein. Münster : Neues Literaturkontor, 2003
- Schattentraum. Erzählung. Lippstadt: Schwarzenraben, 2002